# Prêmio Nobel de Química
O Nobel de Química (em sueco: Nobelpriset i kemi) é atribuído anualmente pela Academia Real das Ciências da Suécia a diversos cientistas de diferentes campos da Química. É um dos cinco Prêmios Nobel criados a partir de Alfred Nobel, em 1895, atribuído pelas notáveis contribuições para a facilitação dos dias de hoje a partir de cinco áreas: química, física, literatura, paz, fisiologia ou medicina e economia (sendo este último atribuído pelo Banco da Suécia desde 1968 em homenagem a Alfred Nobel). Este prêmio é administrado pela Fundação Nobel, adjudicado por um comitê constituído por cinco membros eleitos pelo Academia Real das Ciências da Suécia. O primeiro Nobel de Química foi atribuído em 1901, a Jacobus Henricus van 't Hoff, dos Países Baixos, “por sua descoberta das leis da dinâmica da química e pressão osmótica em soluções.” A cerimônia na qual é entregue o prêmio é apresentada em Estocolmo, capital da Suécia, em uma cerimônia anual em 10 de dezembro, o aniversário da morte de Nobel.